# Christmas from the Heart
Christmas From The Heart é um álbum natalino, e segundo gravado em estúdio, do cantor David Archuleta. Foi lançado em 13 de outubro de 2009 e vendeu cerca de 211 mil cópias nos Estados Unidos. "Melodies of Christmas" é a única canção original do álbum, tendo sido co-escrita por Archuleta.
| Críticas profissionais                                                      | Críticas profissionais |
| Avaliações da crítica                                                       | Avaliações da crítica  |
| Fonte                                                                       | Avaliação              |
| --------------------------------------------------------------------------- | ---------------------- |
| Allmusic                                                                    | [ 3 ]                  |
| Billboard                                                                   | (74%)                  |
| Esta tabela precisa de ser acompanhada por texto em prosa. Consulte o guia. |                        |

## Faixas
1. "Joy to the World" – 4:19
2. "Angels We Have Heard on High" – 3:36
3. "O Come All Ye Faithful" – 3:19
4. "Silent Night" – 4:49
5. "The First Noel" – 4:32
6. "O Holy Night" – 5:55
7. "Have Yourself a Merry Little Christmas" (feat. Charice Pempengco) – 4:36
8. "I'll Be Home for Christmas" – 3:01
9. "Pat-a-Pan" – 3:25
10. "What Child Is This?" – 4:47
11. "Riu Riu Chiu" – 3:54
12. "Ave Maria" – 5:44
13. "Melodies of Christmas" – 4:35

## Paradas musicais
| Parada (2009)            | Melhor posição |
| ------------------------ | -------------- |
| Billboard 200            | 30             |
| Billboard Holiday Charts | 2              |